# Andrzej Szpilman

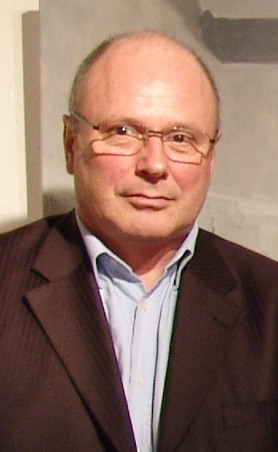
Andrzej Szpilman (2010)

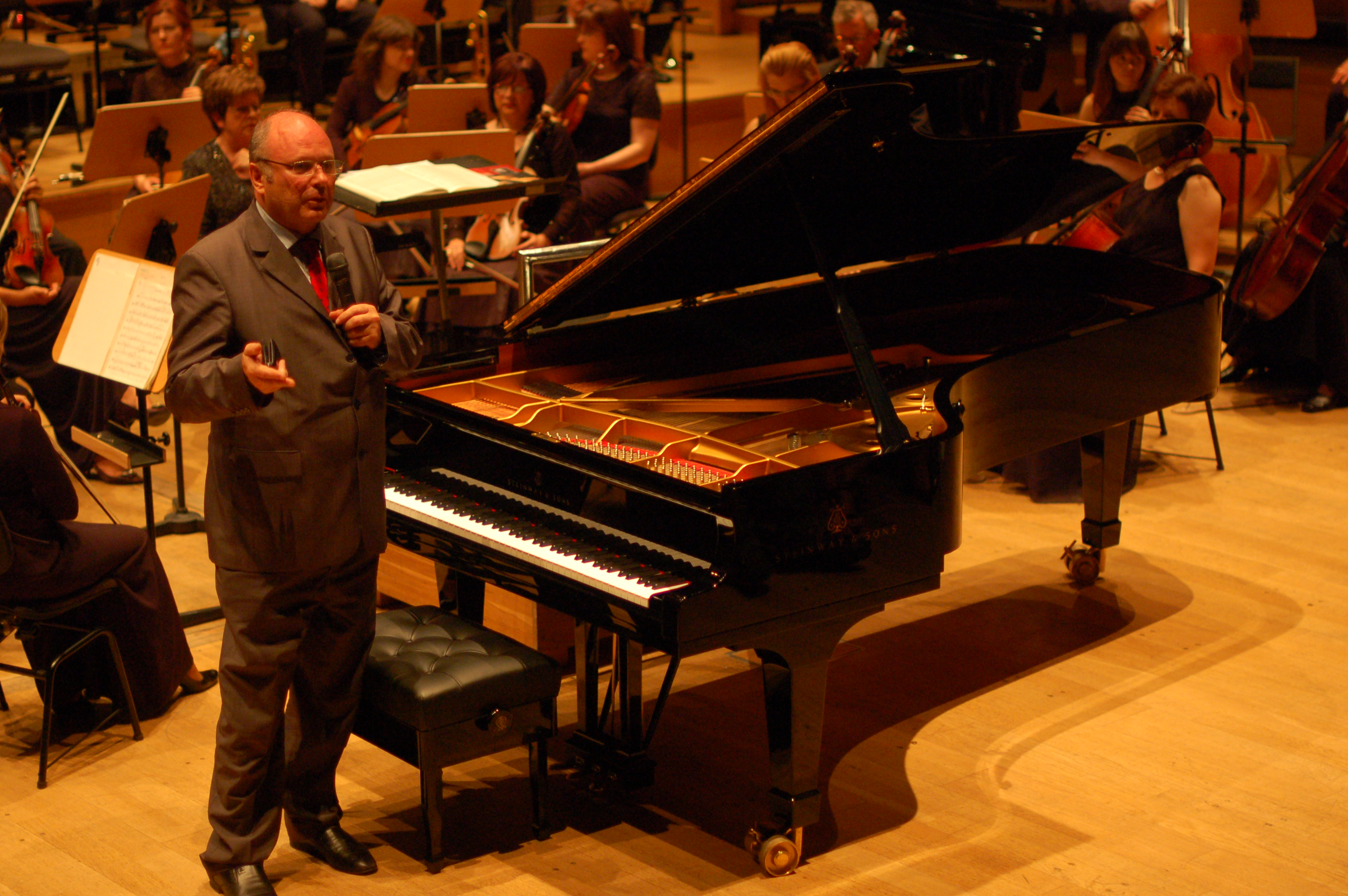
Andrzej Szpilman auf dem Gedenkkonzert zum 10. Todestag seines Vaters auf der Wikimania 2010 in Gdańsk

Andrzej Szpilman (* 28. März 1956 in Warschau, Polen) ist ein polnischer Komponist, Musik-Produzent und Verleger. Er ist ein Sohn des Pianisten und Komponisten Władysław Szpilman und Mitglied der GEMA und der SSA (Société Suisse des Auteurs).

## Leben und Karriere
Andrzej Szpilman begann seine Musikerausbildung 1962 bei Stefan Kawalla (Geige) und führte sie von 1965 bis 1974 an der 4. Staatlichen Musikschule in Warschau (Klasse von Nasalska - Geige, später Bratsche) fort. Seine ersten Musikaufnahmen produzierte er 1976 für den Polnischen Rundfunk. In dieser Zeit komponierte er Songs (u. a. „Słońce tego lata“, "Od dnia do dnia" - Texte Renata Maklakiewicz, „Gandzia“/„Andzia i ja“ (Marcin Ciepiel) und „Wygląda to na żart“ mit (K. Winkler)) für die populärsten polnischen Sänger: Irena Santor, Hanna Banaszak, Grażyna Świtała, Bogusław Mec, J. Kruk (ehemalig „2 plus 1“) und andere.
Ab 1980 produzierte er einige Musiksendungen für Fernsehanstalten, 1983 ein Album der Rockgruppe „Oddział Zamknięty“ (Geschlossene Abteilung). Es wurde über 450 000 mal verkauft und gewann die „Goldene Platte 1983“. Neben seiner künstlerischen Tätigkeiten schloss Andrzej Szpilman 1983 ein Zahnmedizinstudium an der Medizinischen Akademie zu Warschau ab.
1983 zog er nach Hamburg und arbeitete bis 1988 als Wissenschaftlicher Mitarbeiter in der Abteilung für konservierende Zahnheilkunde der Universität Hamburg. Danach setzte er seine Tätigkeit in der eigenen Zahnarztpraxis in Hamburg-Altona und später in Weil am Rhein fort.
Andrzej Szpilman gründete 1987 in Altona ein Musikstudio, wo er an seinen Kompositionen weiterarbeitete. Zu dieser Zeit komponierte er für die Hamburger Staatsoper die Ballettmusik „Incense“ (Choreographie Gamal Gouda) sowie Soundtracks für die Fernsehfilme „I tam zostanę już na zawsze“ und „Kolejka“ sowie einige Songs für den Polnischen Rundfunk. 1995 bis 2004 arbeitete Andrzej Szpilman am Remastering der Gesamtaufnahmen (1968–1997 - 21 CDs) des Liedermachers Wolf Biermann und führte Aufnahmen seiner weiteren CDs durch.

## „Der Pianist“
1998 gab Andrzej Szpilman das Tagebuch seines Vaters Władysław Szpilman „Der Pianist“ beim deutschen Verlagshaus „Econ-Ullstein-List“ heraus. Kurz darauf folgte die britische Ausgabe beim Verlag „Weidenfeld-Orion“. „Der Pianist“ gewann sofort Anerkennung als wichtiges Dokument zum Thema Holocaust und ist schnell auf die internationalen Bestsellerlisten gestiegen. Es wurde als Buch des Jahres von mehreren internationalen Zeitungen (LA Times, Washington Post, Independent, ELLE, Wallstreet Journal, Lire) gewürdigt. Bis heute wurde es in mehr als 35 Sprachen übersetzt. 2000–2002 arbeitete Szpilman als freier Mitarbeiter des Polnischen Rundfunks, organisierte einige TV-Konzerte und moderierte monatlich eine Talkshow: „Mikrophon für jeden“. In dieser Zeit unterstützte Andrzej Szpilman die Produktion des Roman-Polański-Films „Der Pianist“ und wirkte später bei der Promotion des Films in den USA, Schweiz, Italien, Österreich und Polen mit.
Ab 2002 ist er als unabhängiger Produzent für Universal Music, Sony Classics und Shermanrecords tätig und hat mehrere CDs, u. a. mit der Musik von Władysław Szpilman herausgegeben. Wendy Lands singt Lieder vom Pianisten (2002) (Universal Music); Original Recordings by Władysław Szpilman (2002); Works for Piano and Orchester by Władysław Szpilman mit Ewa Kupiec – Klavier, John Axelrod – Direktor und dem Berliner Rundfunk Sinfonieorchester (2004); sowie Władysław Szpilman - Legendary Recordings (2005) (Sony Classics) sind nur einige davon. Gegenwärtig arbeitet Andrzej Szpilman an einer Biographie und einer Fernsehdokumentation über das Leben seines Vaters. Szpilman ist Vater von zwei Kindern und wohnt in Weil am Rhein.

## Herausgeberschaften
- Władysław Szpilman: Das wunderbare Überleben. Warschauer Erinnerungen 1939-1945, Econ, München 1998 ISBN 3-430-18987-X
- Władysław Szpilman: Der Pianist. Mein wunderbares Überleben, Ullstein, München 2002 ISBN 3-548-36351-2

## Diskografie
- Oddział Zamknięty - Oddział Zamknięty, Polskie Nagrania, Warszawa 1983

- CD "Władysław Szpilman - Ein musikalisches Portrait" Werke von Szpilman, Rachmaninov und Chopin, Alinamusic Hamburg 1998
- Władysław Szpilman - Portret [5 CD Box-Set] Polskie Radio Warszawa 2000
- CD Władysław Szpilman. The Original Recordings of the Pianist. SONY Classical 2002
- CD The Pianist [Soundtrack] SONY BMG 2002
- CD Songs of Władysław Szpilman - sings Wendy Lands, Universal Music USA 2003
- CD Władysław Szpilman - Works For Piano & Orchestra SONY Classical 2004
- Władysław Szpilman - Legendary Recordings [3 CD Box-Set] SONY Classical 2005

- Wolf Biermann Süsses Leben – Saures Leben, 1996
- Wolf Biermann Brecht, Deine Nachgeborenen, 1999 (Live in Berlin-CD)
- Wolf Biermann Paradies uff Erden – Ein Berliner Bilderbogen, 1999
- Wolf Biermann Ermutigung im Steinbruch der Zeit, (Live in Berlin-CD), 2001
- Wolf Biermann Großer Gesang vom ausgerotteten jüdischen Volk, Lesung von Yitzak Katzenelson 2004 (Live in Zürich-CD)